# Voivodato di Ostrołęka

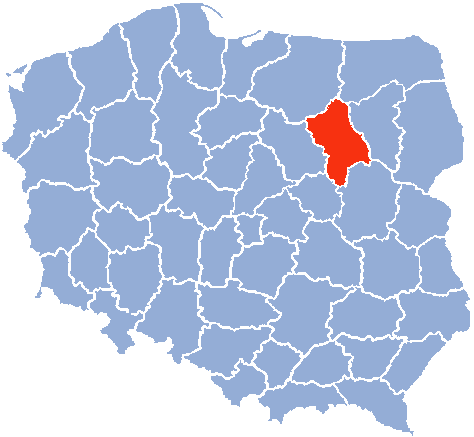
Voivodato di Ostrołęka

Il voivodato di Ostrołęka (in polacco: województwo ostrołęckie) fu un'unità di divisione amministrativa e governo locale della Polonia tra gli anni 1975 e 1998, nato dallo scorporamento del voivodato di Varsavia. È stato sostituito nel 1999 dal voivodato della Masovia. La sua capitale era Ostrołęka.

## Principali città (popolazione nel 1995)
- Ostrołęka (53.700)
- Wyszków (25.300)
- Ostrów Mazowiecka (22.000)